# Livrente
En opsat livsvarig livrente er i pensionsøjemed en opsparingsform, hvor forsikringstager modtager en løbende udbetaling resten af livet fra det aftalte udbetalingstidspunkt. Det er kun muligt at oprette en livrente i pensions- og livsforsikringsselskaber, idet der er tale om en forsikring, hvor ingen parter ved, hvad den samlede udbetaling bliver.  

## Livrente  i Danmark
En dansk livrenteordning er fradragsberettiget, ligesom man skal betale personlig indkomstskat af udbetalingerne. Det er muligt at tilknytte en garanti til opsparingen, således at den opsparede værdi bliver udbetalt til de efterladte, hvis forsikringstager dør inden udbetalingstidspunktet. Livrenten er som udgangspunkt ikke sikret ved dødsfald i udbetalingsperioden. Det er dog muligt at tilknytte en garanti, men prisen til denne må maksimalt udgøre 10% af den samlede indbetaling. 
Udbetalinger fra en livrente bliver modregnet i både efterlønnen og folkepensionens pensionstillæg.

### Fradragsregler ved en privat livrente
En privat livrente er fradragsberettiget. 
- Hvis man indbetaler det samme beløb hvert år i minimum ti år, får man fuldt fradrag i alle år uanset, hvor stort et beløb, der indbetales.
- Hvis man indbetaler i mindre end ti år, er der fradrag for 1/10 af den samlede indbetaling fordelt ud over ti år. Dog er der et opfyldningsfradrag på 54.500 kroner (2022), som man kan "runde op til", hvis indbetalingen overstiger dette beløb. F.eks. indbetaler Carsten 100.000 kroner i tre år; altså 300.000 kroner. Han kan højst få fradrag for 54.500 kroner årligt. Derfor får han fradrag for 54.500 kroner per år de første fem år (272.500 kroner) og 27.500kr i sjette år. 
  - Hvis nu Carsten indbetalte mindre en opfyldningsfradraget (54.500 kroner), f.eks. 38.000 kroner årligt i tre år - altså 114.000 kroner i alt - vil han maksimalt kunne få fradrag for 38.000 kroner per år.
- Ved indskud gælder samme regel. F.eks. vinder Carsten 450.000 kroner i lotto og indskyder gevinsten på sin livrente. Han kan få fradrag for højst 54.500 kroner per år, indtil hele beløbet er trukket fra. Derfor får han fradrag for 54.500 kroner i otte år (436.000 kroner) og 14.000 kroner i niende år.

### Fradragsregler ved en arbejdsgiverbetalt livrente
Indbetales der til den via et firma, f.eks. i forbindelse med et ansættelsesforhold, er der bortseelsesret, hvilket betyder, at den del, der indbetales, ikke indgår i det skattepligtige indkomst hos forsikringstageren. Det har således samme effekt som et fradrag.

### Dispositioner
Hæves en livrentes værdi før den opnåede pensionsudbetalingsalder, skal der betales 60% i statsafgift af værdien. Derudover vil forsikringsselskabet typisk tage et gebyr for at opgøre og udbetale pensionen i utide.
Er man nået pensionsudbetalingsalderen men ønsker at få liverente udbetalt på én gang som en sum, skal der ligeledes betales 60% i statsafgift. Dog kan den udbetales som en sum til 40% i afgift, hvis den årlige ydelse fra livrenten udgør mindre end 11.400 kroner.
Livrenten kan ikke omlægges til andre pensioner eller skattekoder.